# Казола ди Наполи
Казола ди Наполи (итал. Casola di Napoli) је насеље у Италији у округу Напуљ, региону Кампанија.
Према процени из 2011. у насељу је живело 3699 становника. Насеље се налази на надморској висини од 178 м.

## Становништво
| 1931. | 1936. | 1951. | 1961. | 1971. | 1981. | 1991. | 2001. | 2011. |
| ----- | ----- | ----- | ----- | ----- | ----- | ----- | ----- | ----- |
| 2.616 | 2.923 | 3.280 | 3.358 | 3.056 | 3.265 | 3.542 | 3.660 | 3.852 |